# W40 (regiones de formación estelar)
Westerhout 40 (W40) (= Sh2-64 o RCW 174) es una región de formación de estrellas en la Vía Láctea, en la constelación Serpens Cauda. En una distancia de unos 500 pársecs (1600 ly) esto es uno de los sitios más cercanos que forman O- y estrellas de typo B. Sin embargo, es muy oscurecida por su nube molecular, y no puede ser fácilmente observado en longitudes de onda visibles de luz. La radiación ionisante de las estrellas masivas OB han creado un H II región qué tiene una morfología de reloj de arena.
Como todas las regiones de formación estelar, W40 se compone de varios componentes: el cúmulo de estrellas recién nacidas y el material gaseoso de que estas estrellas se forman (medio interestelar).  La mayor parte del gas es en la forma de nubes moleculares, la fase más densa y fría del medio interestelar, que se compone en su mayoría de hidrógeno molecular (H2). Sin embargo, la retroalimentación de la cúmulo de estrellas ha ionizado parte del gas y se sopla una burbuja en la nube alrededor del clúster.

## En el Cielo
El W40 región de formación de estrellas está proyectada en el cielo en la dirección del Serpens-Aquila Rift, una masa de nubes oscuras por encima del plano Galáctico en las constelaciones Aquila, Serpens, y orientales Ophiuchus. La extinción alta de estos foreground las nubes significa que estas miradas de región unimpressive en el ópticos, a pesar de ser un de los sitios más cercanos de formación de estrella masiva. También residiendo cercano en el cielo es Serpens sur, una nube oscura infrarroja que activamente está formando estrellas, y el Serpens Main.

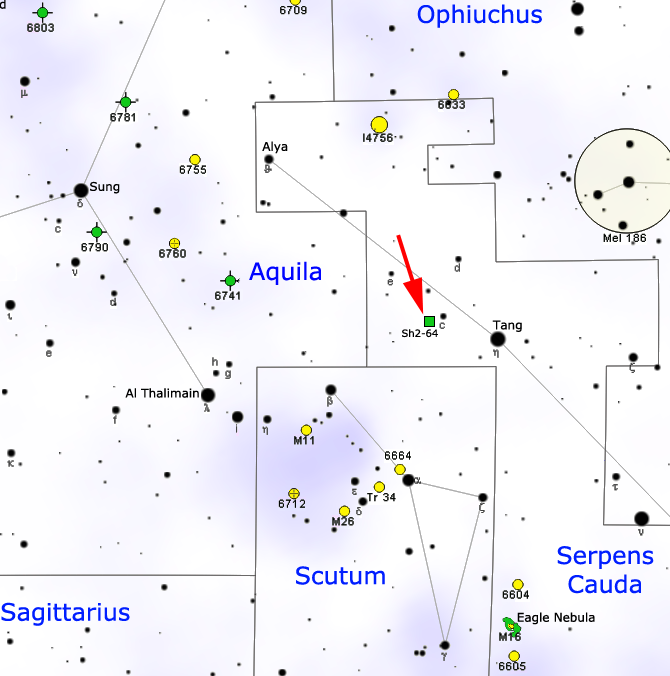
Ubicación de W 40 en el cielo.

## Cúmulo estrella
Un grupo de mentiras de estrellas jóvenes en el centro del W40 HII la región que contiene aproximadamente 520 estrellas abajo a 0.1 masas solares (M☉). Estimaciones de edad para las estrellas indican que las estrellas en el centro del grupo es aproximadamente 0.8 millones de años viejo, mientras las estrellas en el exteriores es ligeramente más viejo en 1.5 millones de años. El grupo es aproximadamente spherically symmetric y es masa segregated, con las estrellas más masivas relativamente más probablemente para ser encontrados cerca el centro del grupo. La causa de segregación de masa en estrella muy joven grupos, como W40, es una cuestión teórica abierta en estrella-teoría de formación porque timescales para segregación de masa a través de interacciones de dos cuerpos entre estrellas son típicamente demasiado mucho tiempo.
La nube está ionizada por varios O y B-estrellas de tipo. Cercano-la espectroscopia infrarroja ha identificado uno tarde-O estrella de tipo nombró IRS 1Un Del sur, y 3 temprano B-estrellas de tipo, IRS 2B, IRS 3Un, y IRS 5. Además, IRS 1Un Del norte y IRS 2Un es Herbig Ae/Ser estrellas.  Emisión radiofónica de varios de estas estrellas está observada con la Variedad Muy Grande, y puede ser evidencia para ultra-compacto H #II regiones.
Luz sobrante en el infrarrojo indica que un número de las estrellas en el grupo tienen circumstellar discos, los cuales pueden ser en el proceso de formar planetas. Observaciones de milímetro del IRAM 30m espectáculo de telescopio 9 Clase-0 protostars en el Serpens región Del sur y 3 Clase-0 protostars en W40, apoyando la vista que la región es muy joven y activamente formando estrellas.

## Medio interestelar
W40 mentiras en una nube molecular con una masa estimada de 104 M☉. El núcleo de la nube molecular tiene una forma como un shepard sinvergüenza y actualmente está produciendo estrellas nuevas. El grupo de OB y pre@–principal-secuencia (PMS) protagoniza mentiras justo eastward de la curva en este filamento. El núcleo de nube era también observado en la luz radiofónica producida por CO, el cual deja la masa del núcleo para ser estimado en 200@–300 M☉. Un débil, bipolar outflow de flujos gasistas fuera del núcleo, probablemente conducido por un objeto estelar joven, con dos lóbulos que difieren en velocidad por 0.5 km/s.

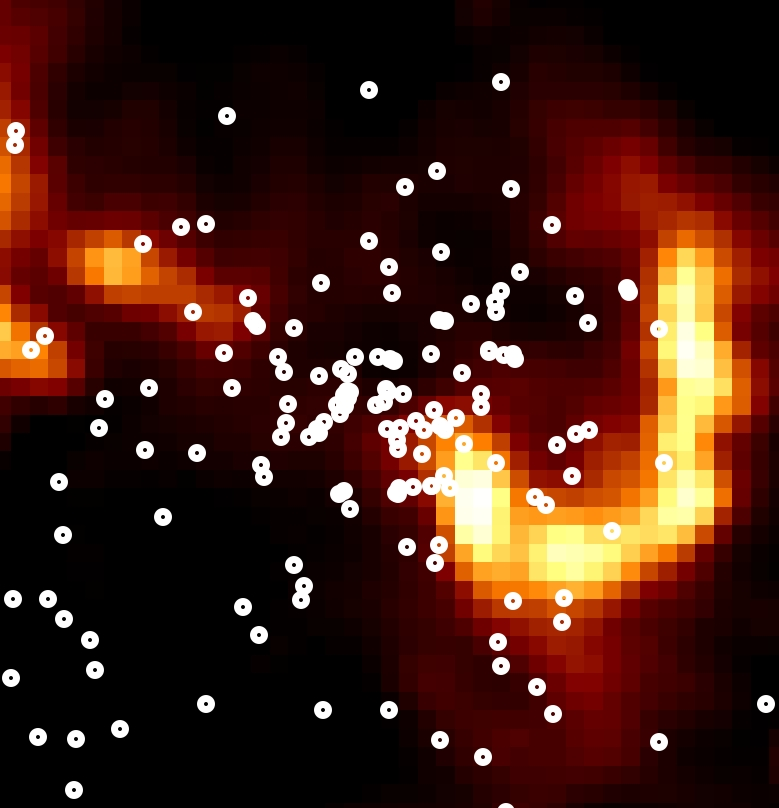
Vista del núcleo de la nube molecular cuando visto por Herschel/SPIRE en 500 µm. Overlaid (Círculos blancos) es las estrellas jóvenes detectaron por el Chandra Observatorio de radiografía.

Sea en esta región donde el llamativo prevalence de filamentary la nube estructura vista por ESA Herschel el observatorio Espacial era primero notó. Estos filamentos de nube tienen núcleos "densos" de gasistas embedded dentro les—muchos de los cuales probablemente pueden a gravitationally derrumbamiento y estrellas de forma. El Herschel resultados para esta región, y posteriormente informó resultados para otras regiones que forman estrella, implica que la fragmentación de filamentos de nube molecular es fundamental a la estrella-proceso de formación. El Herschel resultados para W40 y el Aquila Rift, comparado a aquellos para nubes moleculares en el Polaris región, sugiere que estrella-la formación ocurre cuándo la densidad lineal (masa por longitud de unidad) supera un umbral que les hace susceptible a gravitacional instability. Estas cuentas para la estrella alta-índice de formación en W40 y el Aquila Rift, en contraste a la estrella baja-índice de formación en el Polaris nubes. Estos los resultados observacionales complementan simulacros de ordenador de estrella-formación, el cual también enfatiza la función que juego de filamentos de nube molecular en el nacimiento de estrellas.
Observaciones por el espaciales-basados Chandra Observatorio de radiografía ha mostrado un fulgor de radiografía difuso del H II región, el cual probablemente puede debido a la presencia de un multi-millones de Kelvin plasma. Tales plasmas calientes pueden ser producidos por vientos de estrellas masivas, los cuales devienen shock calentó.

## Galería

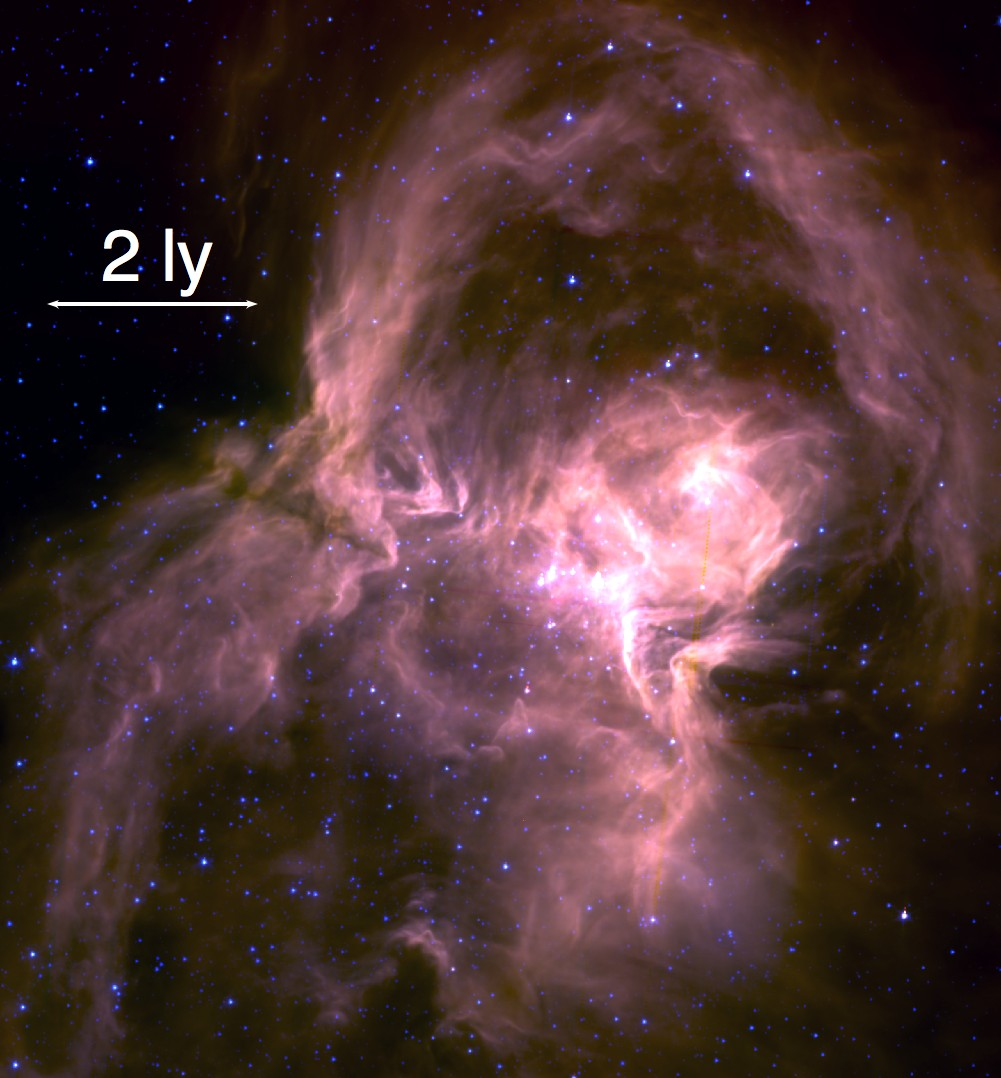
Spitzer Imagen de mosaico de Telescopio espacial de W40.
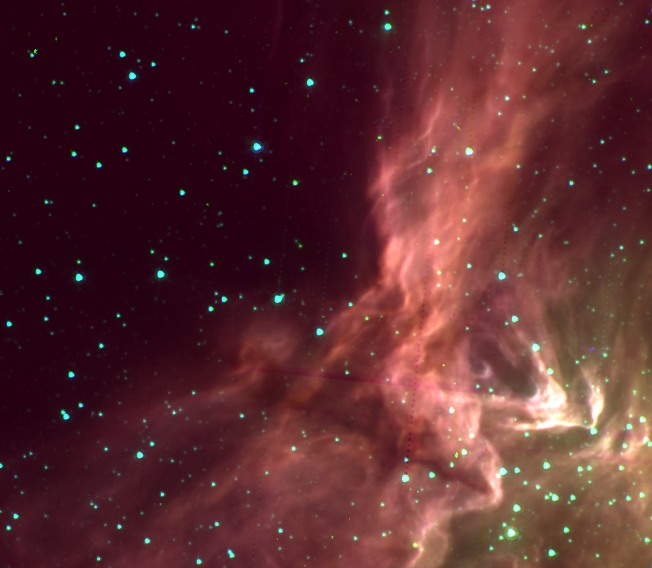
Un cercano-arriba de un IRDC en el Spitzer imagen.
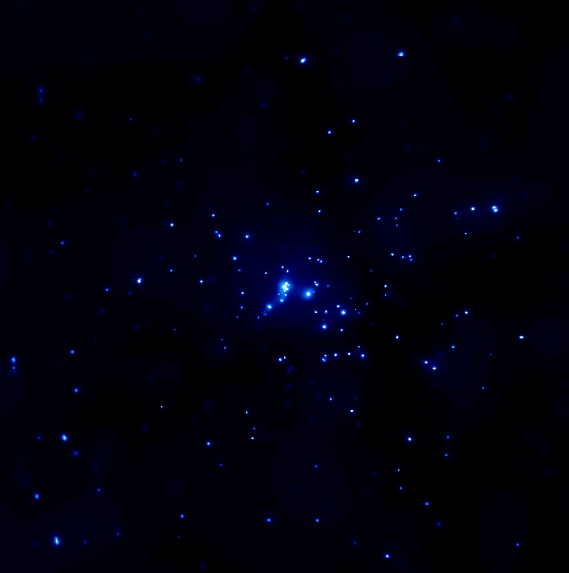
El W40 grupo en la radiografía.
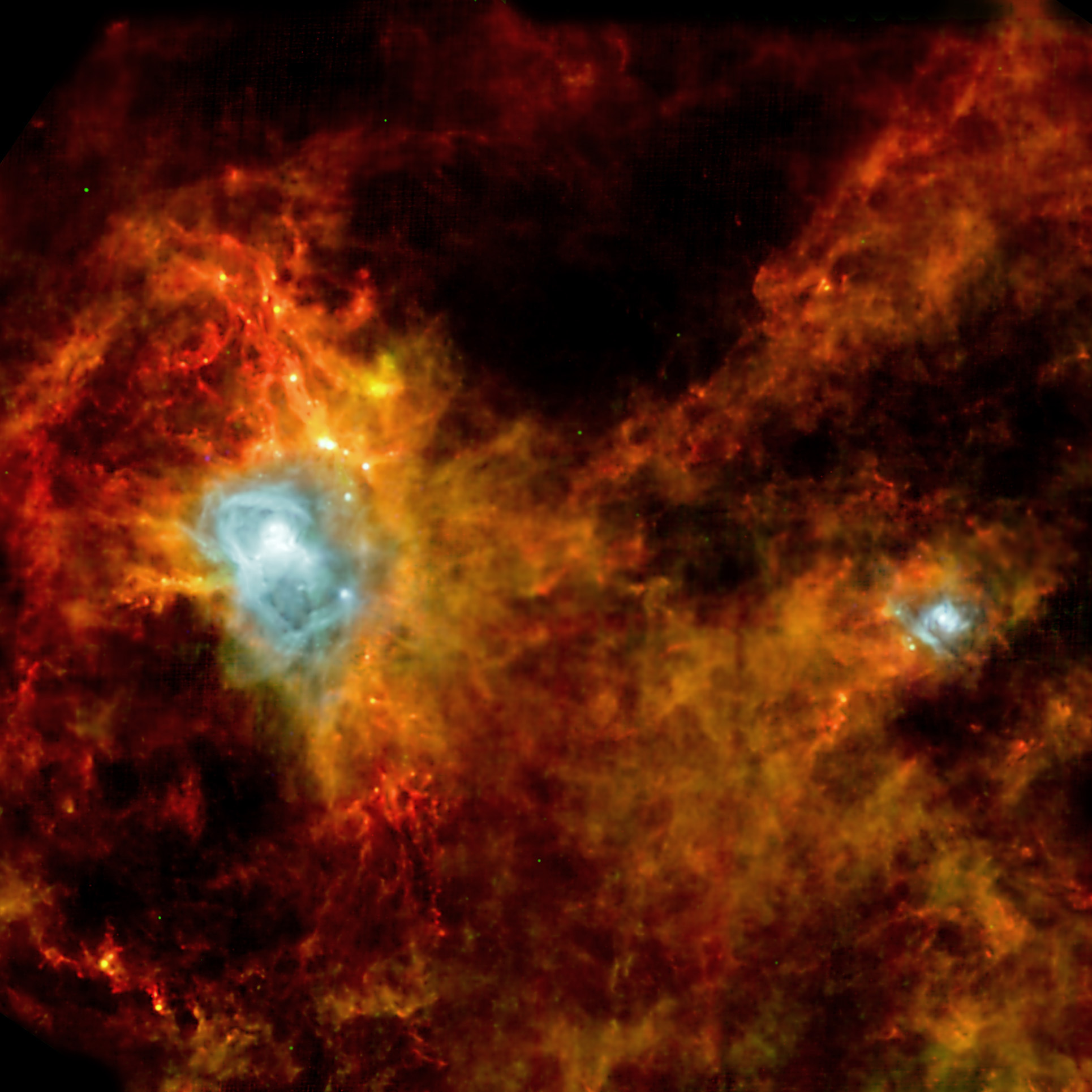
W40 y su environs visto por Herschel.
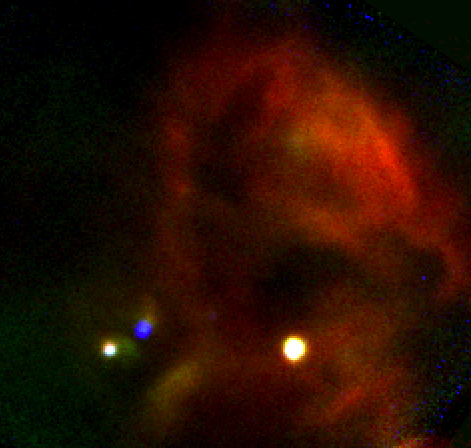
Vista de SOFÍA del centro de W40.
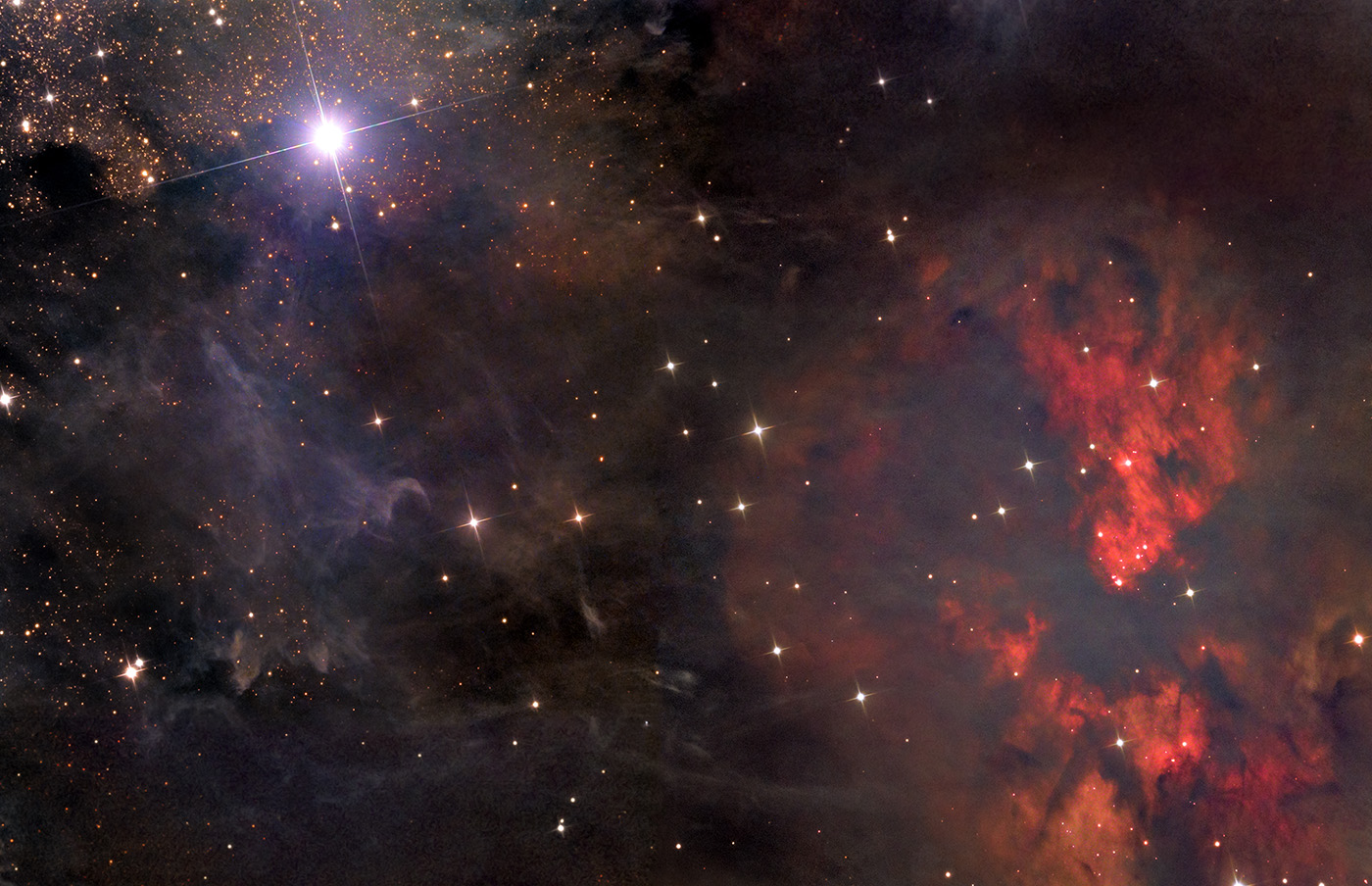
Una imagen óptica de W40 de Monte Lemmon SkyCenter.